# Nicole Vaidišová
Nicole Vaidisova (Núremberg, Alemania, 23 de abril de 1989) es una tenista checa, profesional desde 2004, retirada en 2010 por diversas lesiones en su hombro derecho que requirieron cirugía. Regresó al profesionalismo en 2014 vía Circuito de ITF en Albuquerque, NM.
Vaidisova es una estrella emergente del tenis femenino, deporte que practica desde los 6 años de edad.
Es estudiante de la academia de Nick Bollettieri y su principal arma ganadora es el servicio.
Desde muy joven demostró tener la pasta de campeona y de futura número uno del tenis mundial. La jugadora checa, a su corta edad, tuvo actuaciones brillantes frente a jugadoras de la talla de Venus Williams, Amélie Mauresmo y Jelena Janković.
En su mejor desempeño en un Grand Slam, caería frente a la rusa Svetlana Kuznetsova en las semifinales de Roland Garros 2006, a quien llegó a tener contra la pared, antes de ceder el partido acusando su inexperiencia en estas instancias decisivas.
En Australia repetiría la misma brillante actuación, llegando a semifinales sin ningún problema, para caer con la entonces asombrosamente recuperada Serena Williams, quien rompiendo todos los pronósticos arribaría a la final, derrotando a la joven checa por marcador de 7-6 (con desempate 7-5) y de 6-4. Cabe aclarar que Vaidisova levantaría 5 puntos para partido, antes de caer ante la mayor solidez de la jugadora estadounidense, quien de esta forma le cortaría la ilusión a Nicole, de poder llegar a su primera final de un grande. No obstante, el ascenso en el Abierto de Australia, significaría su ingreso entre las mejores 10 jugadoras del mundo, confirmando su gran performance del 2006 a lo largo de la temporada, con grandes actuaciones. 
En el 2007 llegó a ocupar el puesto 7 del ranking. Fue en su momento una de las mejores jugadoras del circuito, además de ser considerada una de las más bellas deportistas del mundo.
En el 2010 anunció de manera sorpresiva su retiro, debido a los últimos malos resultados por una mononucleosis, lo cual también hizo desmotivarla, aunque hubo fuertes rumores de que regresaría en el 2012. 
Estuvo casada con el también tenista checo Radek Štěpánek. En junio de 2013, Vaidisova y Stepanek anunciaron que habían pedido el divorcio.

## Títulos WTA (6; 6+0)

### Individuales (6)
| Leyenda: Antes de 2009     | Leyenda: A partir de 2009 |
| -------------------------- | ------------------------- |
| Grand Slam (0)             |                           |
| WTA Tour Championships (0) |                           |
| Tier I (0)                 | Premier Mandatory (0)     |
| Tier II (0)                | Premier 5 (0)             |
| Tier III (3)               | Premier (0)               |
| Tier IV & V (3)            | International (0)         |

| N.º | Fecha                 | Torneo      | Superficie    | Oponente en la final | Resultado         |
| --- | --------------------- | ----------- | ------------- | -------------------- | ----------------- |
| 1.  | 15 de agosto de 2004  | Vancouver   | Dura          | Laura Granville      | 2-6, 6-4, 6-2     |
| 2.  | 17 de octubre de 2004 | Tashkent    | Dura          | Virginie Razzano     | 5-7, 6-3, 6-2     |
| 3.  | 2 de octubre de 2005  | Seúl        | Dura          | Jelena Janković      | 7-5, 6-3          |
| 4.  | 9 de octubre de 2005  | Tokio       | Dura          | Tatiana Golovin      | 7-6(4), 3-2, ret. |
| 5.  | 16 de octubre de 2005 | Bangkok     | Dura          | Nadia Petrova        | 6-1, 6-7(5), 7-5  |
| 6.  | 27 de mayo de 2006    | Estrasburgo | Tierra batida | Shuai Peng           | 7-6(7), 6-3       |

#### Finalista en individuales (1)
| N.º | Fecha              | Torneo   | Superficie    | Oponente en la final | Resultado |
| --- | ------------------ | -------- | ------------- | -------------------- | --------- |
| 1.  | 15 de mayo de 2005 | Estambul | Tierra batida | Venus Williams       | 3-6, 2-6  |

## Clasificación en torneos del Grand Slam
| Torneo             | 2004 | 2005 | 2006 | 2007 | 2008 | 2009 | 2010 | G - P | Títulos |
| ------------------ | ---- | ---- | ---- | ---- | ---- | ---- | ---- | ----- | ------- |
| Australian Open    | -    | 3R   | 4R   | SF   | 4R   | 1R   | -    | 13-5  | 0       |
| Roland Garros      | -    | 2R   | SF   | CF   | 1R   | 1R   | -    | 10-5  | 0       |
| Wimbledon          | -    | 3R   | 4R   | CF   | CF   | 1R   | -    | 13-4  | 0       |
| US Open            | 1R   | 4R   | 3R   | 3R   | 2R   | -    | -    | 7-4   | 0       |
| Tennis Masters Cup | -    | -    | -    | -    | -    | -    | -    | -     | 0       |